# Jakob Mathiassen
 Der er for få eller ingen kildehenvisninger i denne artikel, hvilket er et problem. Du kan hjælpe ved at angive troværdige kilder til de påstande, som fremføres i artiklen.

Jakob Mathiassen (født 1977) er en dansk betonarbejder og forfatter.
Siden 2001 har han arbejdet som jord- og betonarbejder. Han har blandt andet arbejdet for Skanska med konstruktionen af Løvens & Elefantens Gård på Christianshavn, for NCC på Bella Hotel konstruktionen i 2008-2010 og for det italienske firma Trevi på det Københavnske Metro byggeri.
Mathiassen udgav i 2011 bogen Beton – historier fra skurvognen på Informations Forlag. 
I bogen skildrer han livet som betonarbejder og berører foruden arbejdet med beton emner som pendling, fyring, uddannelse, racisme, østeuropæiske arbejdere, sikkerhed, fagforening og forholdet til andre faggrupper, formanden og ingeniøren.
Om bogens autenticitet skriver han "Alle historier i denne bog er baseret på den virkelighed, jeg har oplevet på de københavnske byggepladser, men sammenhængen og navnene er pure opspind".
Bogen blev relativt godt anmeldt, blandt andet gav Jyllands-Postens anmelder Simon Staffeldt Schou den 5 ud af 6 stjerner og skrev "Læs den for det sjældne og indlevende portræt af livet i Danmarks hvide arbejderklasse, der for en gangs skyld ikke er skrevet af en udefrakommende sociolog, men af én, der selv har fødderne plantet i den." 
Bogen var på Politikens bestsellerliste i foråret 2011 under "biografier og erindringer".
Med Klaus Buster Jensen udgav han i 2014 bogen Kamppladser. Østarbejdere og social dumping i byggeriet om social dumping efter EU's østudvidelse.
Bogen er også udgivet som e-bog på tysk i 2015.
Mathiassen er tillige tegner og forfatter på tegneserien Sjakket i Dagbladet Arbejderen.